# Ernst Scheuern
Ernst Scheuern (* 12. Januar 1868 in Diez; † 10. April 1953 ebenda) war ein deutscher Verwaltungsbeamter.

## Leben
Ernst Scheuern besuchte die Volksschule und arbeitete dann als Bürolehrling und Kanzleisekretär. Von 1886 bis 1899 war er Stadtsekretär. Am 7. September 1895 heiratete er Karoline Henrielle Stoll. Am 1. April 1899 wurde er Bürgermeister von Diez. Am 28. Mai 1919 wurde er durch den Oberbefehlshaber der 10. Französischen Armee und die deutschen Behörden zum vorläufigen Landrat des Unterlahnkreises ernannt. Zum 24. Januar 1921 erfolgte die definitive Bestallung. Anfang 1923 wurde er durch die französischen Besatzungsbehörden ausgewiesen und fand in dieser Zeit Beschäftigung in Marburg und in der Reichsentschädigungsstelle in Kassel. Am 6. Oktober 1924 konnte er sein Amt als Landrat wieder aufnehmen. Zum 1. Januar 1933 trat er aus Gesundheits- und Altersgründen in den Ruhestand. Er war Mitglied des Aufsichtsrats des Main-Kraftwerke AG in Höchst und wurde zum Ehrenbürger von Diez ernannt.